# Pièce commémorative de 1 dollar américain du Parc national Yellowstone
La pièce commémorative de 1 dollar américain du Parc national Yellowstone est une pièce commémorative non circulante émise en 1999 et frappée par la Monnaie des États-Unis à sa succursale de Philadelphie.
Elle est autorisée par la Loi 104-1776, en date du 20 octobre 1996, créant pour la première fois aux États-Unis une pièce commémorative pour le Parc National de Yellowstone, à l'occasion du 125e anniversaire de sa création par le Congrès en 1872.

## Contexte
Le parc national de Yellowstone est un parc national situé dans l'ouest des États-Unis, principalement dans le coin nord-ouest du Wyoming et s'étendant jusqu'au Montana et à l'Idaho. Il est créé par le 42e Congrès des États-Unis avec la loi sur la protection du parc national de Yellowstone et signé par le président Ulysses S. Grant le 1er mars 1872. Yellowstone est le premier parc national aux États-Unis et est également largement considéré comme le premier parc national au monde. Le parc est connu pour sa faune et ses nombreuses caractéristiques géothermiques, en particulier le geyser Old Faithful, l'un de ses plus populaires.
La gestion et le contrôle du parc relevent initialement du département de l'Intérieur des États-Unis, le premier secrétaire de l'Intérieur à superviser le parc étant Columbus Delano. Cependant, l'armée américaine est finalement chargée de superviser la gestion de Yellowstone pendant 30 ans entre 1886 et 1916. En 1917, l'administration du parc est transférée au Service des parcs nationaux, créé l'année précédente.

## Législation
La loi sur les pièces commémoratives des États-Unis de 1996 (loi publique 104-329) est une loi fédérale des États-Unis qui a créé un programme de pièces commémoratives au sein de la Monnaie des États-Unis en 1996. De plus, la loi autorise spécifiquement des pièces commémoratives pour célébrer le 150e anniversaire de la mort de Dolley Madison, pour honorer George Washington, le 125e anniversaire de la création du parc national de Yellowstone, et le 50e anniversaire de la déségrégation raciale de Jackie Robinson dans la Ligue majeure de baseball. Elle établit également des programmes de collecte de fonds avec des pièces commémoratives pour le Mémorial des patriotes noirs de la Guerre d'indépendance, le Mémorial Franklin Delano Roosevelt et le Mémorial des agents des forces de l'ordre. Le Titre III de la loi établit un programme visant à étudier la possibilité de créer un programme de pièces commémoratives pour honorer les 50 États des États-Unis.

## Dessin

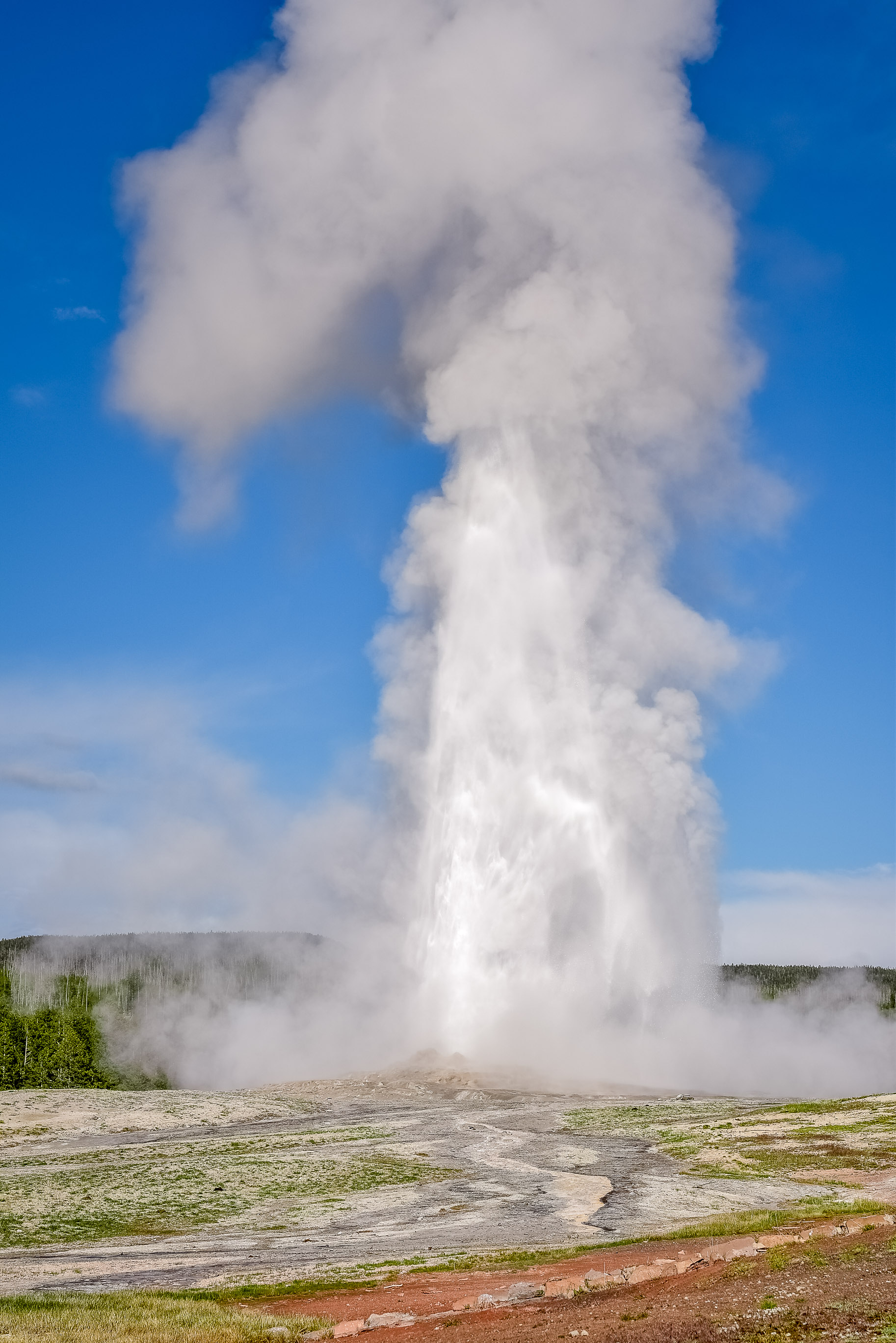
Le geyser Old Faithful du parc national de Yellowstone.

L'avers  de la pièce du parc national de Yellowstone est conçu par Edgar Z. Steever et représente un geyser du parc naturel, avec le paysage boisé caractéristique du parc en arrière-plan. Les inscriptions présentes sont YELLOWSTONE, LIBERTY et IN GOD WE TRUST, ainsi que 1999, la date d'émission,.
Le design du revers est attribué à William C. Cousins et présente une adaptation du sceau du Département de l'Intérieur des États-Unis, avec un bison américain dans les prairies et un soleil se levant au-dessus des montagnes en arrière-plan. Les inscriptions sont UNITED STATES OF AMERICA, ONE DOLLAR et E PLURIBUS UNUM,.

## Production et vente
La loi qui autorise ce dollar prévoit la frappe d'un tirage maximal de 500 000 exemplaires, comprenant à la fois des pièces brillant universel et des éditions belle épreuve. Sa distribution se déroule du 16 juillet 1999 au 15 juillet 2000. Au final, 82 563 pièces avec une finition brillant universel et 187 595 dans sa version belle épreuve sont vendues,.
Les recettes générées par la commercialisation de cette pièce commémorative sont affectées au Parc National de Yellowstone et à d'autres parcs nationaux, par l'intermédiaire de la National Park Foundation.